# Diplectrona dulitensis
Diplectrona dulitensis är en nattsländeart som beskrevs av Douglas E. Kimmins 1955. Diplectrona dulitensis ingår i släktet Diplectrona och familjen ryssjenattsländor. Inga underarter finns listade i Catalogue of Life.